# جامعة لفيف للأعمال والقانون
جامعة لفيف للأعمال والقانون مؤسسة تعليم عالي أوكرانية، (بالأوكرانية: Львівський університет бізнесу та права) هي جامعة تقع في لفيف أوبلاست، أوكرانيا. تأسست هذه الجامعة في سنة 2003